# Theodor Fontane

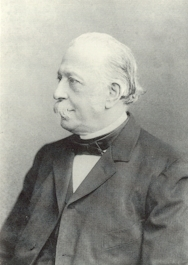
Theodor Fontane

Henri Theodore Fontane, född 30 december 1819 i Neuruppin, provinsen Brandenburg, Konungariket Preussen, död 20 september 1898 i Berlin, var en tysk apotekare och författare. Som författare ses han som representant för den poetiska realismen.

## Liv
Fontane var son till Henri Fontane, en franskättad hugenott som var apotekare i staden Neuruppin norr om Berlin. Fadern tvingades dock sälja sitt apotek för att kunna betala sina spelskulder. Familjen flyttade från Neuruppin, men under åren 1832-1833 gick Theodor Fontane på gymnasiet där. År 1836 påbörjade han sin egen utbildning till apotekare. Samtidigt började han skriva och 1839 publicerade han sin första novell. Så småningom skrev han även sina första dikter. År 1847 erhöll Fontane licens som apotekare, men redan efter två år bestämde han sig för att ge upp yrket och bli författare på heltid.
Fontane ägnade sig först åt att skriva politiska texter i den radikal-demokratiska Dresdner Zeitung och hans första bok publicerades.
1845 hade han förlovat sig med Emilie Rouanet-Kummer och de gifte sig fem år senare. Till en början hade paret ekonomiska problem då Theodor Fontane ännu inte hade tillräckliga inkomster av sitt författarskap. Ett år senare fick han en anställning vid centralen för pressangelägenheter för vilken han gjorde resor till London åren 1852 och 1855-1859.
Paret Fontane fick många barn. Deras första son, George, dog till följd av brusten blindtarm 1887. Tre yngre söner dog strax efter födelsen. Paret fick dessutom en dotter och ytterligare en son, Friedrich. Från 1870 arbetade Fontane som teaterkritiker. Efter resor till Paris och tillsammans med sin fru till Österrike, Italien och Schweiz mellan 1874 och 1876 bestämde sig Fontane att inte längre skriva för någon tidning utan istället leva som fri författare.
I samband med en svår sjukdom fick han av läkaren rådet att skriva ner sina barndomsminnen för att distrahera tankarna. Han fortsatte nu skriva fram till sin död den 20 september i Berlin. Han ligger begravd på den franska församlingens kyrkogård, Französischer Friedhof II på Liesenstrasse. Gravplatsen förstördes under andra världskrigets bombningar 1945 men har senare rekonstruerats utifrån fotografier.

## Verk
Fontane ses som den mest framstående företrädaren för den borgerliga realismen i Tyskland. I sina romaner lyckas han att karakterisera personerna genom att beskriva deras yttre, deras omgivning och särskilt deras sätt att tala. En typisk situation är en vårdad konversation i en sluten krets, till exempel förd under en festmåltid, där personerna å ena sidan med sitt uppträdande följer konventionens krav och å andra sidan avslöjar sina sanna intressen, ofta nog mot sin egen vilja. Det som gestaltas som kritik mot enskilda personer får innebörden av en implicit samhällskritik. Fontanes ironiska humor är också ett framträdande drag i hans stil.
Theodor Fontane skrev texter av många olika slag. Utöver litterära verk skrev han tidningstexter och 1842 översatte han Shakespeares "Hamlet". Bland de litterära texterna märks romaner, dramer, mer än 250 dikter och ballader, biografier, dessutom krigsböcker, brev, dagböcker och teaterkritik. Hans Wanderungen durch die Mark Brandenburg (1862-1888) i fem band utgjorde en omfattande reseskildring över hans hemtrakter i Provinsen Brandenburg, och skildrar traktens sevärdheter och lokala berättelser. Novellen Grete Minde (1880) är baserad på ett historiskt rättsfall från 1619 i staden Tangermünde i Altmark.

### Titlar i urval

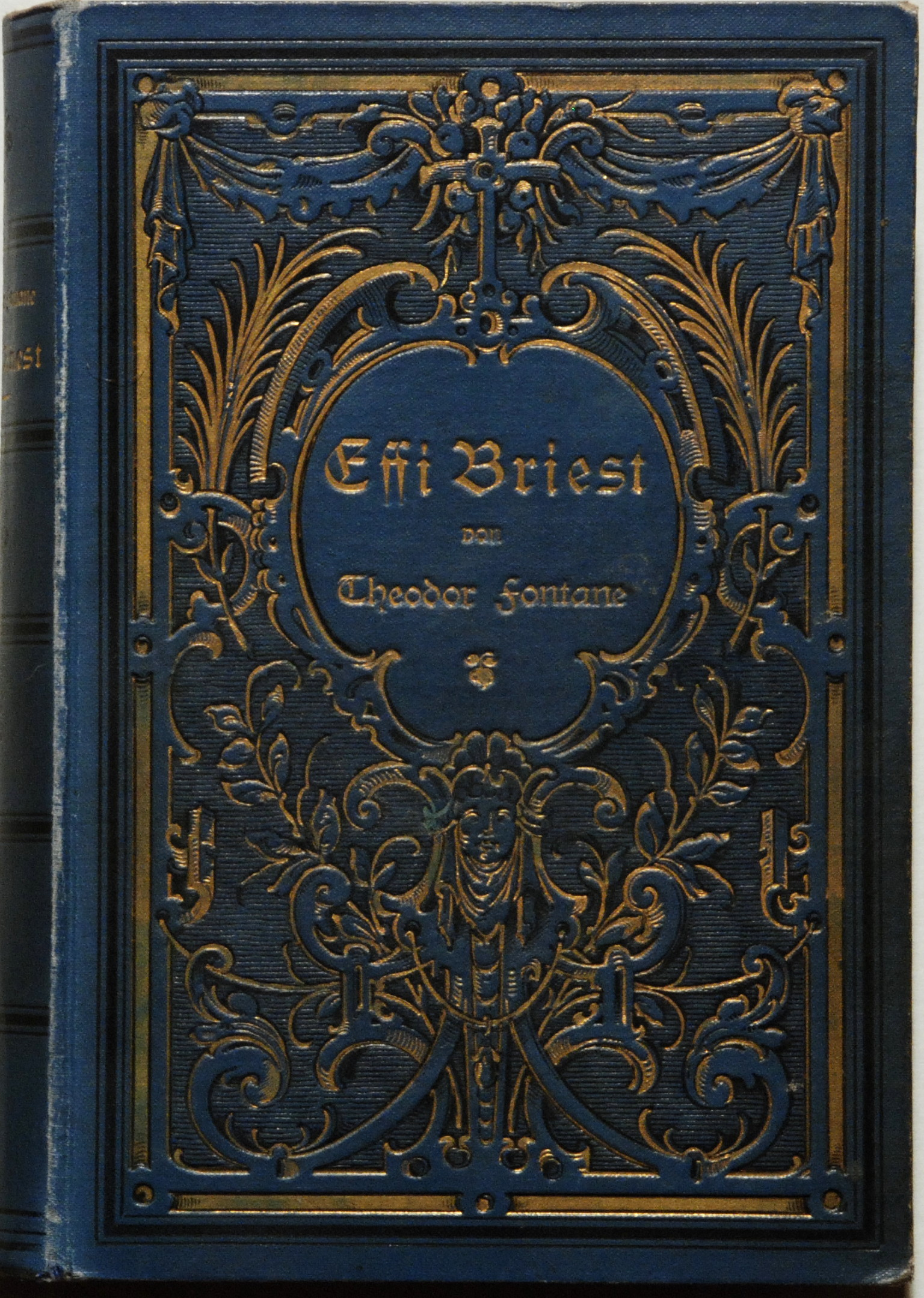
Förstautgåva av Effi Briest.

- 1873 Der Krieg gegen Frankreich 1870-1871
- 1878 Vor dem Sturm
- 1844 - 1859 Wanderungen durch England und Schottland
- 1862 - 1888 Wanderungen durch die Mark Brandenburg
  - Band 1: Die Grafschaft Ruppin,
  - Band 2: Das Oderland
  - Band 3: Havelland
  - Band 4: Spreeland
  - Band 5: Fünf Schlösser (1881 - 1888)
- 1880 Grete Minde
- 1881 Ellernklipp
- 1882 L'Adultera
- 1883 Schach von Wuthenow
- 1884 Graf Petöfy
- 1885 Christian Friedrich Scherenberg und das litterarische Berlin von 1840 bis 1860
- 1883 - 1885 Unterm Birnbaum
- 1887 Cécile
- 1888 Irrungen, Wirrungen
- 1890 Stine
- 1890 Quitt
- 1891 Unwiederbringlich
- 1893 Frau Jenny Treibel oder 'Wo sich Herz zum Herzen find't'
- 1894 Meine Kinderjahre
- 1895 Effi Briest
  - Effi Briest (översättning Ernst Lundquist, Ljus, 1902)
  - Effi Briest (översättning Ernst Lundquist, bearbetning Eva Liljegren, Natur & Kultur, 1986)
- 1896 Die Poggenpuhls
- 1898 Der Stechlin
- 1898 Von Zwanzig bis Dreißig

## Minnesmärken och utmärkelser

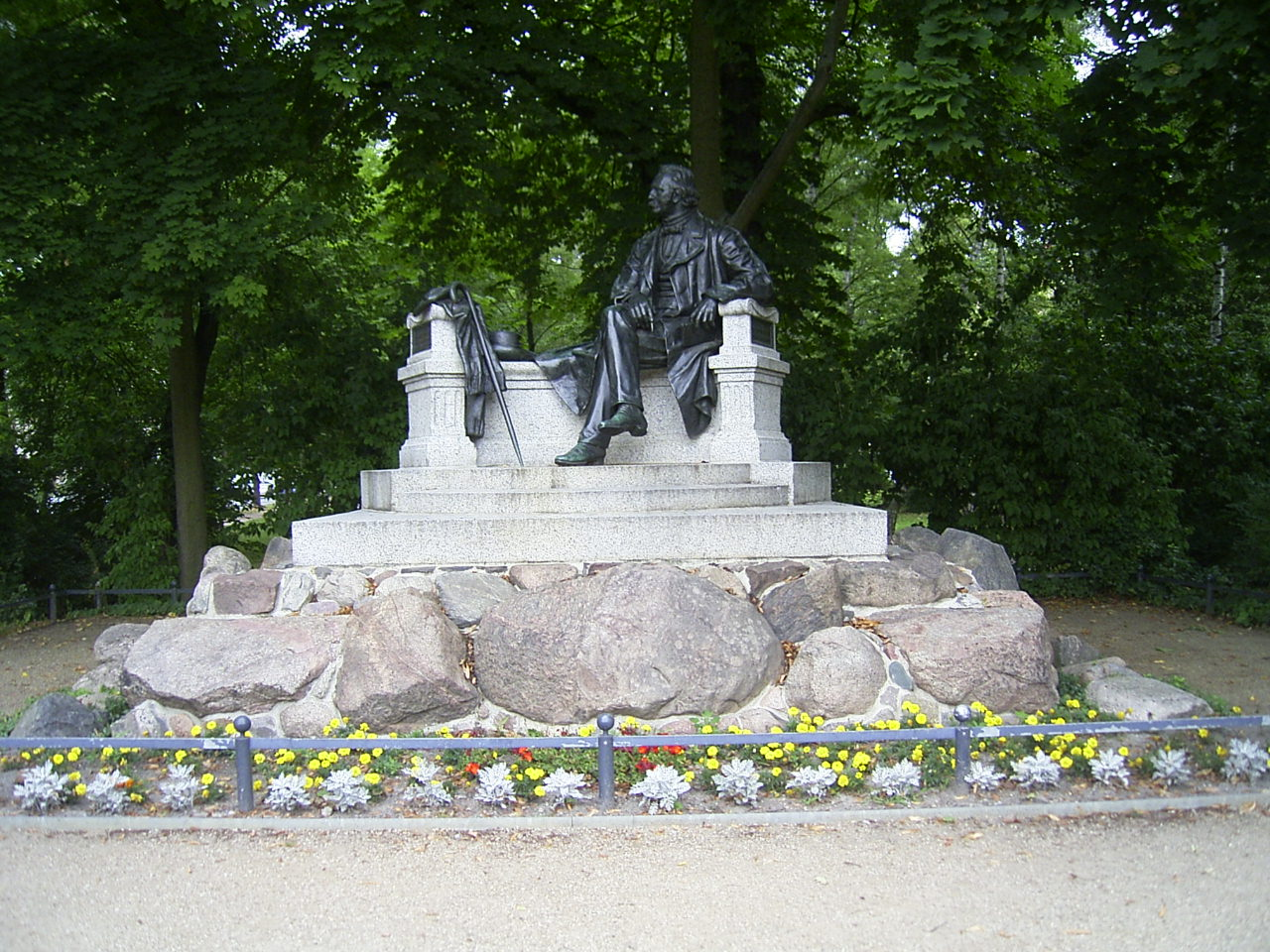
Fontaneminnesmärket i Neuruppin.

Theodor Fontane förknippas starkt med sina reseskildringar och miljöbeskrivningar från Brandenburgs småstäder och landsbygd, och många gator, platser och minnesmärken i regionen har uppkallats efter honom. Skolor uppkallade efter honom finns bland annat i Potsdam, Hennigsdorf, Cottbus och Neuruppin. Fiskarten Coregonus fontanae som är unik för Brandenburg uppkallades efter Fontane, då han ingående skildrat trakten kring Stechlinsee där arten förekommer i sin roman Der Stechlin. Även en asteroid, 8667 Fontane, är uppkallad efter honom.